# Bu Şehir Arkandan Gelecek
 (novembre 2019).
Si vous disposez d'ouvrages ou d'articles de référence ou si vous connaissez des sites web de qualité traitant du thème abordé ici, merci de compléter l'article en donnant les références utiles à sa vérifiabilité et en les liant à la section « Notes et références ».
Bu Şehir Arkandan Gelecek (Au Cœur De La Ville) est une telenovela turque produite par Ay Yapım et diffusée par ATV  le mercredi 4 janvier au mercredi 14 juin 2017. Ece Yörenç, dirigé par Çağrı Vila Lostuvalı sous la direction artistique de Serkan Ozer. Il comprend Kerem Bürsin , Leyla Lydia Tuğutlu , Gürkan Uygun, Osman Alkaş et Defne Kayalar.
Elle est diffusée sur Novelas TV entre le 4 novembre 2019 et le 24 janvier 2020.
Elle est re diffusée sur Novelas TV entre le 25 novembre 2021 et le 16 février 2022 .

## Synopsis
Ali Smith a eu une vie difficile après que sa mère a été tuée par son père alors qu'il n'avait que 4 ans. Il commence à vivre dans des cargos avec Rauf qui s’est occupé de lui après cette tragédie. Ali voyage dans le monde entier et considère le cargo comme son pays / sa patrie. Il devient un homme sans pays. Ali ne veut pas retourner à Istanbul, où il se souvient de la tragédie de son enfance. Cependant, il revient à Istanbul par pure coïncidence lorsqu'il aura 20 ans. Il doit passer 24 heures à Istanbul jusqu'à ce que son bateau cargo décolle pour la prochaine destination. Chaque fois qu'Ali se rend à Istanbul, il a des problèmes.
Alors qu'il veut aider une jeune fille nommée Derin, il perd son passeport mais trouve le véritable amour. Là et Derin passent toute la journée ensemble sans savoir ce qui les amènera le lendemain. Derin vient d'une famille riche et s'apprête à épouser Yigit dans 10 jours. Elle veut devenir danseuse mais doit être à la hauteur des souhaits de ses parents. Elle veut juste avoir un jour de congé avant son mariage et faire ce qu'elle veut. Sa coïncidence avec Ali bouleverse sa vie et elle trouve le courage d'annuler ses projets de mariage.
Ali, en revanche, ne peut pas embarquer et doit rester à Istanbul plus longtemps à cause du problème de son passeport. Il n'a d'autre choix que d'aller voir l'ancien champion de boxe Sahin sans savoir que Sahin est son père biologique. 

## Distribution
- Kerem Bürsin (VF : Olivier Valiente) : Ali Smith
- Gürkan Uygun (VF : Luc Blanc) : Sahin Vargı
- Leyla Lydia Tuğutlu (VF : Sophie Ostria) : Derin Mirkelamoğlu
- Osman Alkaş (VF : Jean Georges) : Rauf Dağlı
- Burak Tamdoğan (VF : Jean Pierre Leblanc) : Tekin Mirkelamoğlu
- Silk Akman (VF : Soraya Daid) : Belgin Mirkelamoğlu
- Defne Kayalar (VF : Jade Hor) : Nesrin
- Ali Yörenç (VF : Tangi Colombel) : Yiğit Bursalı
- Nilperi Şahinkaya (VF : Nayeli Forest) : Aslı Tanöz
- Hakan Çimenser : Mithat Görgünoğlu
- Berrak Kuş : Süreyya Bursalı
- Bengü Ergin : Elif
- Barış Akkoyun : Seyit
- Selim Türkoğlu (VF : Faye Hadley) : Veysel

## Version française
La version française est assurée par Universal Cinergia, à Miami. Les adaptations sont signées par un pool d'auteurs dont David Sauvage, Tangi Colombel, Héloïse Chettle, Claire Darnel...